# Michelle Rodriguez (actrice)
Pour les articles homonymes, voir Michelle Rodríguez et Rodríguez.
Mayte Michelle Rodriguez, dite Michelle Rodriguez (en espagnol : [miˈtʃel roˈðɾiɣe̝s] ; en anglais : [mɪˈʃɛl rɒˈdriːɡɛz]), est une actrice, scénariste et productrice de cinéma américaine d'origine dominicaine et portoricaine, née le 12 juillet 1978 à San Antonio (Texas).
Révélée par le film indépendant Girlfight, elle est surtout devenue célèbre pour ses rôles dans les séries de films Fast and Furious et Resident Evil, le film Avatar et la série télévisée Lost : Les Disparus.
Également active dans le milieu du doublage, elle prête sa voix dans les versions originales de plusieurs jeux vidéo et films d'animation.

## Biographie

### Enfance et formation
Mayte Michelle Rodriguez naît à San Antonio, au Texas, de Rafael et Carmen Rodriguez. Sa mère, Carmen Milady Rodriguez (née Pared Espinal) est originaire de la République dominicaine, et son père, Rafael Rodriguez, est un Portoricain qui a servi dans l'armée des États-Unis.
À l'âge de huit ans, elle déménage avec sa famille en République dominicaine, où elle reste deux ans, avant de s'établir à Porto Rico. Enfin, à onze ans, elle retourne aux États-Unis avec ses parents qui se fixent à Jersey City dans le New Jersey.
Elle est expulsée de cinq écoles et étudie brièvement dans une école de commerce avant de la quitter pour poursuivre une carrière d'actrice, avec l'objectif de devenir scénariste et metteur en scène. Elle a dix frères, sœurs, demi-frères et demi-sœurs.

### Vie personnelle
Michelle Rodriguez est ouvertement bisexuelle. En mai 2009, dans le magazine américain Latina Magazine, elle déclare : « J'aime les hommes, les vrais, ceux qui ont un cerveau, des muscles et qui respectent leur mère. ».
Elle a été la compagne de l'actrice britannique Cara Delevingne — de 14 ans sa cadette — de janvier à juin 2014.

#### Origines
Un récent test d'ADN de Michelle Rodriguez indique que ses ancêtres sont à 71,4 % européens (Europe du Sud : espagnols), 21,3 % africains (Subsahara) et 6,3 % amérindiens (Tainos) et qu'elle a également des racines allemandes. Ces résultats seront diffusés dans un épisode de la série documentaire Find your roots sur PBS, une chaîne américaine.

#### Justice

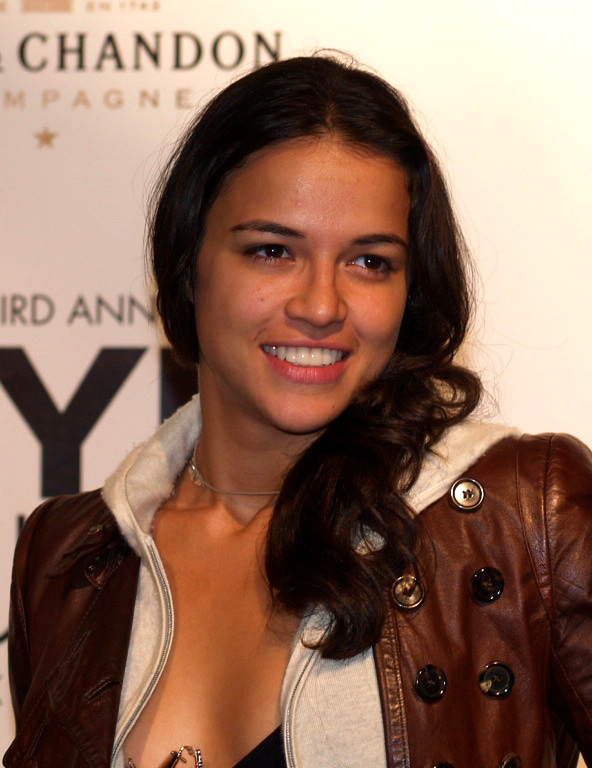
L'actrice à la Fashion Week de New York 2006.

En mars 2002, Rodriguez est arrêtée pour voies de fait après avoir été impliquée dans une bagarre avec sa colocataire. Les accusations sont abandonnées après que la colocataire a refusé d'appuyer les allégations devant le tribunal. En novembre 2003, Rodriguez se rend au tribunal pour faire face à huit accusations de méfaits relativement à deux incidents de route, parmi lesquels figure un délit de fuite.
En juin 2004 à Los Angeles, Rodriguez ne conteste pas les charges qui pèsent sur elle : conduite en état d'ivresse et conduite avec un permis suspendu. Elle passe 48 heures en prison, effectue un travail d'intérêt général dans les morgues de deux hôpitaux de New York, réalise un programme de sensibilisation de trois mois et est placée en période de probation pendant trois ans.
En 2005, pendant le tournage de Lost : Les Disparus à Hawaï, Michelle Rodriguez est arrêtée par la police de Honolulu à plusieurs reprises, contrôlée à 134 km/h dans une zone limitée à 89 km/h. Elle paie une amende de 357 $. Le 1er décembre 2005, elle est arrêtée pour conduite en état d'ivresse. Elle plaide non coupable sur le moment mais le jour de son procès en avril 2006, elle plaide finalement coupable de cette accusation. Elle choisit de payer une amende de 500 $ et de passer cinq jours en prison au lieu de faire 240 heures de travaux d'intérêt général.
Le 10 octobre 2007, à la suite d'une audience, elle est condamnée à 180 jours de prison après avoir admis avoir violé sa probation.

## Carrière

### Révélation  (années 2000)

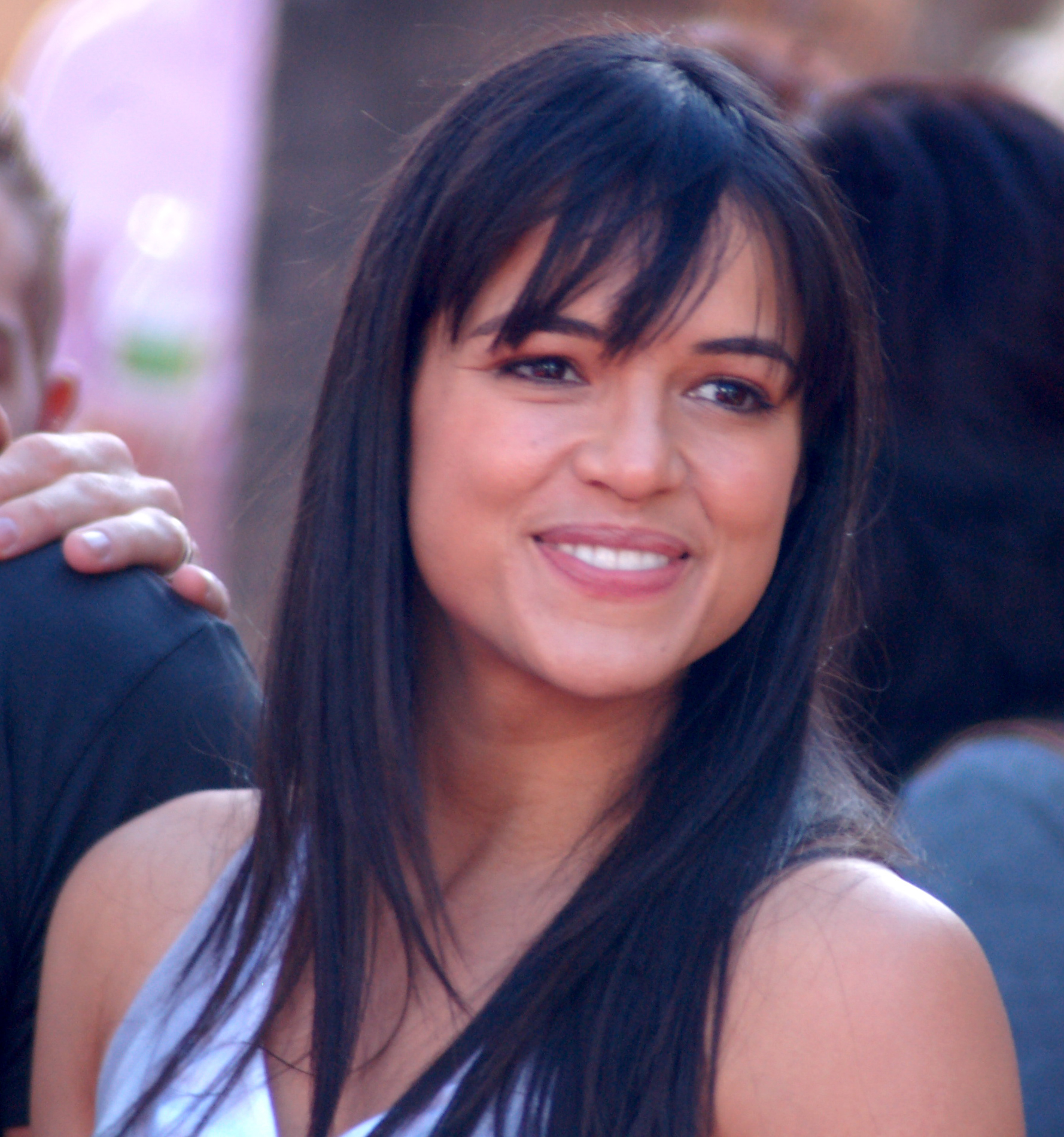
Michelle Rodriguez lors de la cérémonie organisée en l'honneur de James Cameron, sur le Walk of Fame, en 2009.

Elle est révélée en 2000 dans le premier rôle du drame sportif indépendant Girlfight, qui lui donne une image de femme forte et dure à cuire. Elle signe une entrée dans le monde du cinéma très remarquée, son interprétation est saluée à maintes reprises, elle remporte le titre de Meilleure interprétation féminine au Festival du cinéma américain de Deauville 2000, lors des Gotham Independent Film Awards, des Las Vegas Film Critics Society Awards, des Film Independent's Spirit Awards et par le National Board of Review.
Elle confirme en enchaînant plusieurs productions musclées : en 2001, elle prête ses traits à Leticia « Letty » Ortiz, l'un des quatre protagonistes du film d'action Fast and Furious, et en 2002, elle seconde Milla Jovovich pour l'adaptation du jeu vidéo horrifique Resident Evil. La même année, elle partage l'affiche du film de surf Blue Crush avec la blonde Kate Bosworth (qui lui permet de recevoir une nomination pour un MTV Movie & TV Awards). Les deux premiers sont de gros succès commerciaux, tandis que le dernier est rentabilisé surtout en vidéo. Les trois films donnent naissance à des franchises.
Si l'actrice ne participe pas aux suites mises en chantier, elle enchaîne d'autres projets, aux fortunes plus diverses : en 2003, le film d'action S.W.A.T. unité d'élite est un échec critique et commercial, néanmoins, l'actrice se distingue et remporte l'Imagen Awards de la meilleure actrice dans un second rôle. Tandis qu'en 2004, le thriller d'action Control passe inaperçu. Elle tente donc d'aller vers la fiction de genre.
En 2005, elle seconde la valeur alors montante Kristanna Loken pour le thriller fantastique BloodRayne, et en 2006, elle s'adonne à la comédie horrifique avec le premier rôle de The Breed. Les deux films sont laminés par la critique et sortent directement en vidéo. Rodriguez se retrouve même nommée pour des cérémonies de remises de prix parodiques comme les Razzie Awards. Entre deux rôles, elle double également de nombreux personnages de jeux vidéo.
Parallèlement, l'actrice connaît une bien meilleure exposition en rejoignant la distribution principale de la série télévisée à succès Lost : Les Disparus à la rentrée 2005. Cependant, son personnage disparaît après seulement une saison, en mai 2006, et ne revient que deux fois par la suite : pour une apparition dans un épisode du début de la saison 5, en janvier 2009, et pour le tout dernier épisode, diffusé en mai 2010. Mais l'interprétation de l'actrice toute en force lui permet de remporter l'ALMA Awards de la meilleure actrice dans un second rôle dans une série télévisée ainsi qu'une citation pour un Saturn Award de la meilleure actrice de télévision dans un second rôle. Elle remporte également, avec l'ensemble du casting, le Screen Actors Guild Award de la meilleure distribution pour une série télévisée dramatique.

### Saga et succès commerciaux (années 2010)

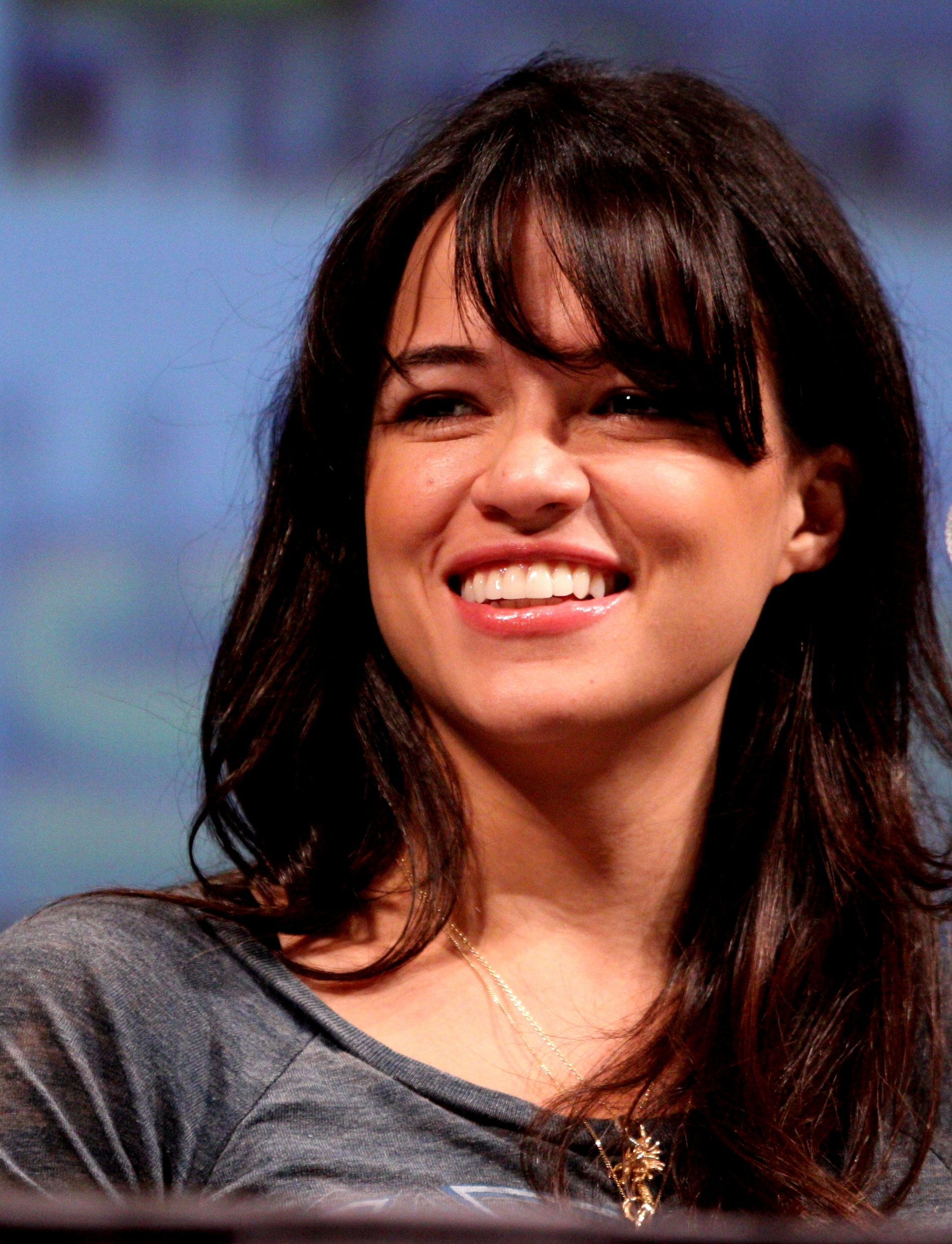
L'actrice au Comic-Con 2010, pour la promotion de World Invasion: Battle Los Angeles.

À l'issue de la série, elle fait partie de la distribution du drame Bataille à Seattle, écrit et réalisé par l'acteur Stuart Townsend, qui divise la critique et le public en 2008. Mais elle refait un retour au premier plan en enchaînant deux blockbusters qui marquent l'année 2009.
Tout d'abord, elle tient l'un des rôles principaux du blockbuster de science-fiction : Avatar, écrit et réalisé par James Cameron. Puis elle accepte de retrouver le rôle de Letty pour Fast and Furious 4, qui réunit le quatuor du film original. Les deux films sont des succès commerciaux internationaux. Tandis que plusieurs suites de Avatar sont annoncées, Fast & Furious est relancé.

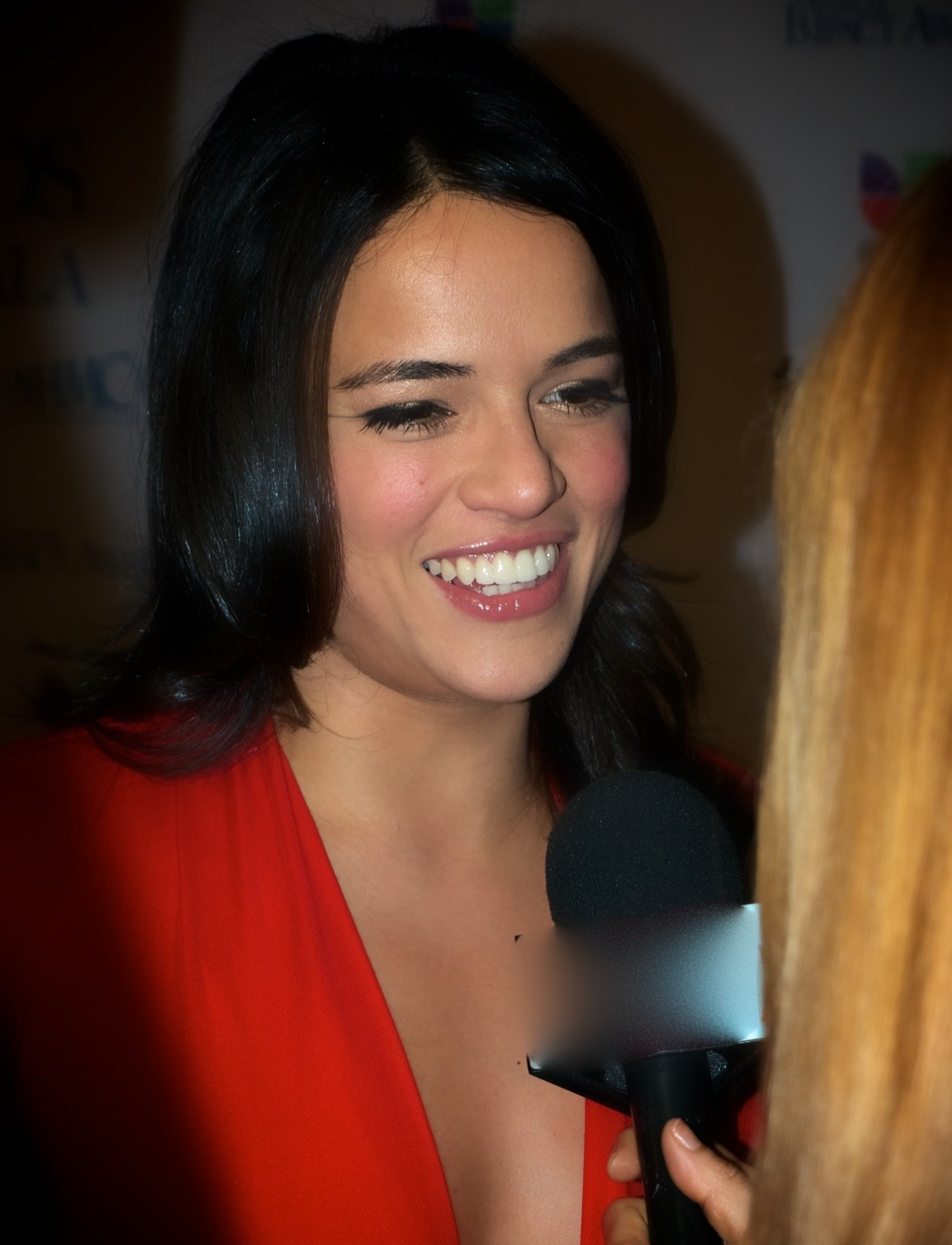
L'actrice au National Hispanic Media Coalition 2012 Impact Gala.

L'actrice accepte des rôles du même acabit - en 2010 dans le semi-parodique et violent Machete, en 2011 dans le film de science-fiction World Invasion: Battle Los Angeles qui lui permet d'obtenir une nouvelle citation lors des ALMA Awards; en 2012 elle reprend le rôle de Rain Ocampo pour Resident Evil: Retribution, cinquième opus de la franchise ; et en 2013, elle est d'une autre suite, Machete Kills.
Elle se repose ensuite sur son rôle de Letty qui lui vaut d'être nommée à plusieurs reprises lors des Teen Choice Awards pour Fast and Furious 6 en 2013, Fast and Furious 7 en 2015 et Fast and Furious 8 en 2017 - et tente parallèlement des projets plus confidentiels - le thriller d'action Revenger en 2016, qui lui permet de retrouver Sigourney Weaver et de remporter le titre de Meilleure actrice lors des VDKUF Award 2016.
Cette même année, elle est également citée pour le titre d'Actrice préférée dans un film d'action lors des People's Choice Awards. Elle s'essaie aux plus indépendants Blacktino (une comédie sociale sortie discrètement en 2011) et Milton's Secret, un drame dévoilé en 2017, la même année que Resident Evil : Chapitre Final, sixième et dernier opus de la franchise. Toujours en 2017, lors de sa 43e édition, le Festival du cinéma américain de Deauville honore l'actrice pour l'ensemble de sa carrière.
En 2018, l'actrice sera à l'affiche du thriller d'action Widows, qui marquera le retour de l'oscarisé cinéaste Steve McQueen.

## Filmographie

### Cinéma

#### Longs métrages
- 2000 : Girlfight de Karyn Kusama : Diana Guzman
- 2001 : Fast and Furious de Rob Cohen : Leticia « Letty » Ortiz
- 2001 : Taxis pour cible de Lee Davis : Salgado
- 2002 : Resident Evil de Paul W. S. Anderson : Rain Ocampo
- 2002 : Blue Crush  de John Stockwell : Eden
- 2003 : S.W.A.T unité d'élite de Clark Johnson : Chris Sanchez
- 2004 : Control de Tim Hunter : Teresa
- 2005 : BloodRayne de Uwe Boll : Katarin
- 2006 : The Breed de Nicholas Mastandrea : Nicki
- 2008 : Bataille à Seattle de Stuart Townsend : Lou
- 2008 : Gardens of the Night de Damian Harris : Lucy
- 2009 : Trópico de Sangre (en) de Juan Delancer : Minerva Mirabal
- 2009 : Avatar de James Cameron : Trudy Chacon
- 2009 : Fast and Furious 4 de Justin Lin : Leticia « Letty » Ortiz
- 2010 : Machete de Robert Rodriguez et Ethan Maniquis : Luz / Shé
- 2011 : World Invasion: Battle Los Angeles de Jonathan Liebesman : sergent Elena Santos
- 2011 : Blacktino d'Aaron Burns : Charlotte Foster Jane
- 2012 : Resident Evil: Retribution de Paul W. S. Anderson : Rain Ocampo
- 2013 : Machete Kills de Robert Rodriguez : Luz / Shé
- 2013 : Fast and Furious 6 de Justin Lin : Leticia « Letty » Ortiz
- 2013 : Inappropriate Comedy de Vince Offer : Harriet
- 2015 : Fast and Furious 7 (Furious 7) de James Wan : Leticia « Letty » Ortiz-Toretto
- 2016 : Revenger (The Assignment) de Walter Hill : Frank Kitchen
- 2016 : Milton's Secret (en) de Barnet Bain : Ms. Ferguson
- 2017 : Fast and Furious 8 (The Fate of the Furious) de F. Gary Gray : Leticia « Letty » Ortiz-Toretto
- 2018 : Les Veuves (Widows) : de Steve McQueen : Linda Perelli
- 2019 : Alita: Battle Angel de Robert Rodriguez : Gelda
- 2021 : Crisis de Nicholas Jarecki : la surveillante Garrett
- 2021 : Fast and Furious 9  de Justin Lin : Leticia « Letty » Ortiz-Toretto
- 2023 : Donjons et Dragons : L'Honneur des voleurs (Dungeons & Dragons: Honor Among Thieves) de Jonathan Goldstein et John Francis Daley : Holga Kilgore, la barbare
- 2023 : Fast and Furious 10 (Fast X) de Louis Leterrier : Leticia « Letty » Ortiz-Toretto
- Prévu pour 2025 : Fast and Furious 11 (Fast XI) de Louis Leterrier : Leticia « Letty » Ortiz-Toretto

#### Courts métrages
- 2009 : Los Bandoleros de Vin Diesel : Leticia « Letty » Ortiz
- 2014 : Second Act de Francesca de Sola : Olivia
- 2014 : 1%ERS de Francesca de Sola : Olivia
- 2015 : Fast & Furious: Supercharged de Thierry Coup : Leticia « Letty » Ortiz-Toretto
- 2017 : 2031 de Catero Colbert : Voula

### Télévision

#### Séries télévisées
- 2005-2010 : Lost : Les Disparus : Ana-Lucia Cortez (26 épisodes)
- 2011 : CollegeHumor Originals : Jessica (saison 1, épisode 97)
- 2015 : En pleine nature avec Bear Grylls : elle-même (saison 2, épisode 5)

#### Clips
- 2000 : I Can Do Too de Cole
- 2002 : If I Could Fall in Love de Lenny Kravitz
- 2002 : Always on Time de Ja Rule feat. Ashanti
- 2010 : Wake up Call de Steve Aoki et Sidney Samson
- 2012 : Te Me Vas de Prince Royce
- 2015 : See You Again de Wiz Khalifa feat Charlie Puth
- 2015 : Confident de Demi Lovato
- 2018 : Nice For What de Drake
- 2018 : The Big Unknown de Sade Adu

### Doublage

#### Jeux vidéo
- 2003 : True Crime : Streets of LA : Rosie Velasco (voix anglaise)
- 2004 : DRIV3R : Calita (voix anglaise)
- 2004 : Halo 2 : Marine (voix anglaise)
- 2009 : James Cameron's Avatar: The Game : Trudy Chacon (voix anglaise)
- 2012 : Call of Duty: Black Ops II : Strike force soldat (voix anglaise)

#### Films d'animations
- 2013 : Turbo : Paz (voix anglaise)
- 2017 : Les Schtroumpfs et le Village perdu : Tempête (voix anglaise)

## Distinctions

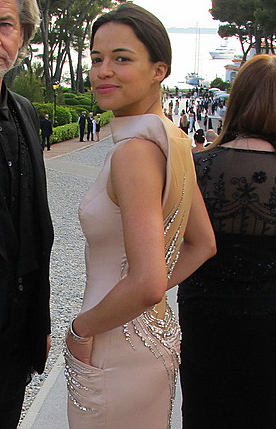
Lors du Cinema Against AIDS 2011.

Sauf indication contraire ou complémentaire, les informations mentionnées dans cette section proviennent de la base de données IMDb.

### Récompenses
- Festival du cinéma américain de Deauville 2000 : meilleure performance féminine pour Girlfight
- Gotham Independent Film Awards 2000 : meilleure révélation féminine de l'année pour Girlfight
- Las Vegas Film Critics Society Awards 2000 : meilleure révélation féminine pour Girlfight
- National Board of Review Awards 2000 : meilleure révélation féminine de l'année pour Girlfight
- Film Independent's Spirit Awards 2001 : meilleure révélation féminine de l'année pour Girlfight
- Imagen Awards 2004 : meilleure actrice dans un second rôle pour S.W.A.T unité d'élite
- ALMA Awards 2006 : meilleure actrice dans un second rôle dans une série télévisée dramatique pour Lost : Les Disparus
- Screen Actors Guild Awards 2006 : Meilleure distribution pour une série dramatique pour Lost : Les Disparus partagée avec Adewale Akinnuoye-Agbaje, Naveen Andrews, Emilie de Ravin, Matthew Fox, Jorge Garcia, Maggie Grace, Josh Holloway, Malcolm David Kelley, Daniel Dae Kim, Yunjin Kim, Evangeline Lilly, Dominic Monaghan, Terry O'Quinn, Harold Perrineau, Ian Somerhalder et Cynthia Watros
- Chinese American Film Festival 2015 : meilleure actrice pour Fast and Furious 7
- VDKUF Award - Verein Deutscher Kritiker Und Filmemacher 2016 : meilleure actrice pour Revenger
- Festival du cinéma américain de Deauville 2017 : Lauréate du Prix pour l'ensemble de sa carrière
- Women Film Critics Circle Awards 2018 : meilleure distribution pour Les Veuves  partagée avec Viola Davis et Elizabeth Debicki, Cynthia Erivo

### Nominations
- Black Reel Awards 2000 : meilleure actrice pour Girlfight
- Chicago Film Critics Association Awards 2001 : Actrice la plus prometteuse pour Girlfight
- Las Vegas Film Critics Society Awards 2001 : meilleure actrice pour Girlfight
- Chlotrudis Awards 2001 : Meilleure actrice pour Girlfight
- Online Film Critics Society Awards 2001 : meilleure révélation cinématographique pour Girlfight
- Teen Choice Awards 2001 : meilleure révélation féminine pour Girlfight
- ALMA Awards 2002 : meilleure actrice dans un téléfilm ou une mini série pour Taxis pour cible
- Black Reel Awards 2002 : meilleure actrice dans un téléfilm pour Taxis pour cible
- MTV Movie Awards 2003 : meilleure alchimie pour Blue Crush partagée avec Kate Bosworth et Sanoe Lake
- Online Film & Television Association 2005 : meilleure actrice dans un second rôle dans une série télévisée dramatique pour Lost : Les Disparus
- Gold Derby Awards 2006 : meilleure distribution dans une série télévisée dramatique pour Lost : Les Disparus partagée avec Adewale Akinnuoye-Agbaje, Naveen Andrews, Emilie de Ravin, Matthew Fox, Jorge Garcia, Maggie Grace, Josh Holloway, Malcolm David Kelley, Daniel Dae Kim, Yunjin Kim, Evangeline Lilly, Dominic Monaghan, Terry O'Quinn, Harold Perrineau, Ian Somerhalder et Cynthia Watros
- Saturn Awards 2006 : Meilleure actrice dans un second rôle pour Lost : Les Disparus
- The Stinkers Bad Movie Awards 2006 : 
  - pire actrice dans un second rôle pour BloodRayne
  - pire faux accent dans un film fantastique pour BloodRayne
- Razzie Awards 2007 : Pire actrice dans un second rôle pour BloodRayne
- ALMA Awards 2009 : 
  - meilleure actrice dans une série télévisée dramatique pour Lost : Les Disparus
  - meilleure actrice pour Fast and Furious 4
- ALMA Awards 2011 : actrice de film préférée dans un film de science-fiction pour World Invasion: Battle Los Angeles
- Teen Choice Awards 2013 : Meilleure actrice pour Fast and Furious 6
- Acapulco Black Film Festival 2014 : meilleure distribution pour Fast and Furious 6 partagée avec Jordana Brewster, Tyrese Gibson, Ludacris, Vin Diesel, Dwayne Johnson, Luke Evans, Gina Carano et Sung Kang
- Imagen Foundation Awards 2014 : meilleure actrice dans un second rôle pour Fast and Furious 6
- Teen Choice Awards 2015 :
  - Meilleure actrice pour Fast and Furious 7
  - Meilleure alchimie pour Fast and Furious 7 partagée avec Vin Diesel, Paul Walker, Jordana Brewster, Dwayne Johnson, Tyrese Gibson et Ludacris
- Huading Awards 2016 : meilleure actrice dans un film d'action pour Fast and Furious 7
- People's Choice Awards 2016 : Actrice préférée pour Fast and Furious 7
- Teen Choice Awards 2017 :
  - Meilleure actrice pour Fast and Furious 8
  - Meilleure alchimie avec Vin Diesel pour Fast and Furious 8
- Women Film Critics Circle Awards 2017 : Nomination au Prix Courage in Acting pour Revenger
- Women Film Critics Circle Awards 2018 : Nomination au Prix Invisible Woman pour Les Veuves partagée avec Viola Davis, Elizabeth Debicki, Garret Dillahunt et Cynthia Erivo
- Gold Derby Awards 2019 : meilleure distribution pour Les Veuves partagée avec Jon Bernthal, Carrie Coon, Viola Davis, Elizabeth Debicki, Garret Dillahunt, Robert Duvall, Cynthia Erivo, Colin Farrell, Manuel Garcia-Rulfo, Lukas Haas, Brian Tyree Henry, Daniel Kaluuya, Liam Neeson, Matt Walsh et Jacki Weaver
- Online Film & Television Association Awards 2019 : meilleure distribution pour Les Veuves

## Voix françaises
En France, Géraldine Asselin et Laëtitia Lefebvre sont les voix régulières en alternance de Michelle Rodríguez, l'ayant doublée chacune à onze et dix reprises. Olivia Dalric l'a doublée à cinq reprises.
Au Québec, Camille Cyr-Desmarais est la voix québécoise régulière de l'actrice.